# Baude Pod Muflonem
Die Baude Pod Muflonem (polnisch Schronisko PTTK „Pod Muflonem“, bis 1945 deutsch Stille Liebe Baude) ist eine Bergbaude oberhalb von Bad Reinerz (polnisch Duszniki-Zdrój), einer Kurstadt im Powiat Kłodzki in der Woiwodschaft Niederschlesien in Polen.

## Lage und Beschreibung
Die Baude liegt auf einer Höhe von 690 m n.p.m. am Nordosthang der Ptasia Góra, (Vogelberg, 745 m), etwa 1,5 Kilometer vom Stadtzentrum von Duszniki-Zdrój entfernt und etwa 160 Meter höher. Die Ptasia Góra gehört zum Habelschwerdter Gebirge, einem Gebirgszug der Sudeten. Die Baude ist über mehrere Wanderwege zu erreichen.
Das einstöckige Gebäude auf einem rechteckigen Grundriss weist eine Fassade aus Naturstein und Holz auf. Das Satteldach ist schindelgedeckt und über zwei Etagen ausgebaut, mit Fenstern in blechgedeckten Schleppgauben. Hier sind vorzugsweise die 50 zur Übernachtung bereitstehenden Betten untergebracht. Der Dachfirst verläuft kreuzförmig, sodass vier Giebelseiten entstehen. Im Gastraum hängen Mufflonköpfe, die der Baude den Namen gaben.
Vor dem Gebäude wächst eine unter Naturschutz stehende Esche mit dem Namen Bolko, die im Jahr 1866 gepflanzt wurde, und eine jüngere daneben. Von einer Aussichtsplattform bietet sich ein Blick auf Bad Reinerz und das Heuscheuergebirge (Góry Stołowe).

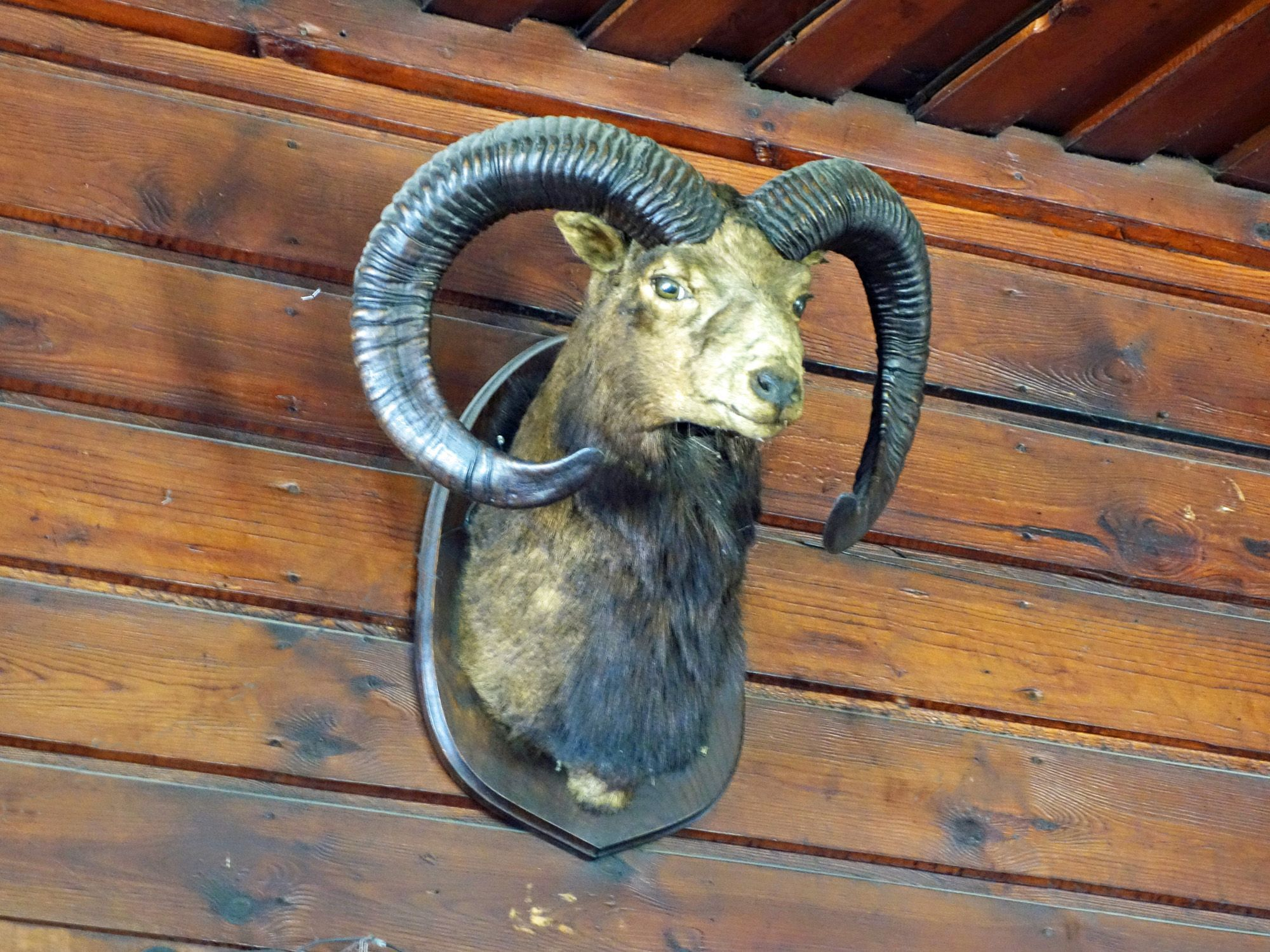
Namensgebender Mufflonkopf
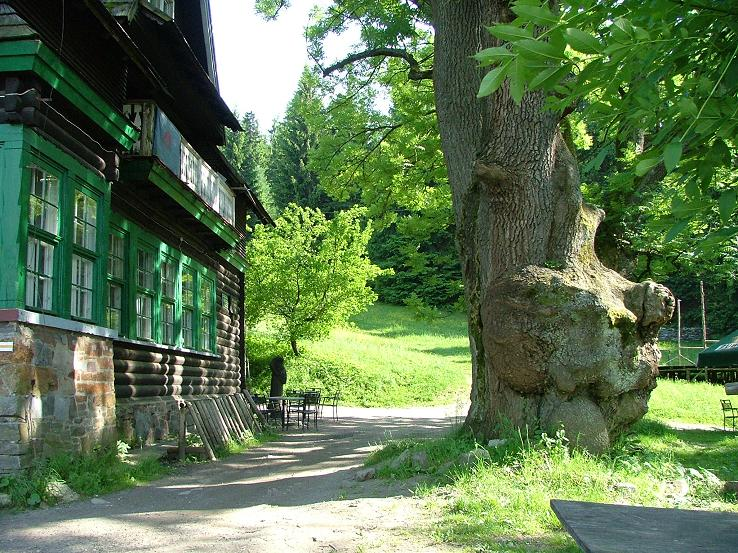
Stamm der Esche Bolko
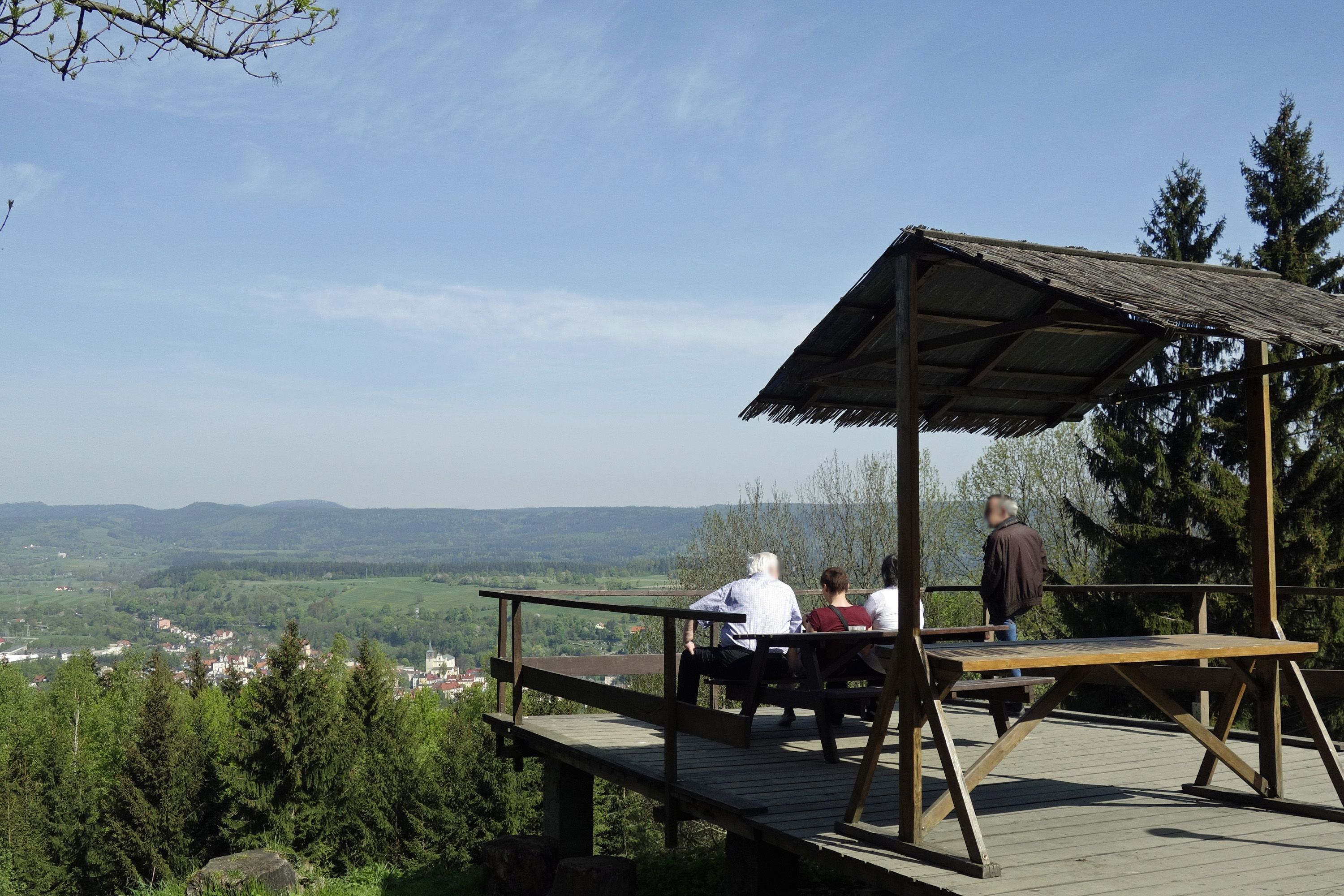
Aussichtspunkt

## Geschichte
Die Geschichte der Baude ist mit der Entwicklung des Kurbetriebs in Bad Reinerz verbunden. In der zweiten Hälfte des 19. Jahrhunderts wurde verstärkt auf die Wirkung der Milchkur gesetzt. An der Stelle der heutigen Baude befand sich ein Bauernhof, der an Spaziergänger aus dem Ort Milch ausschenkte. Als um die Jahrhundertwende die kurmäßige Milchbehandlung aufgegeben wurde, entwickelte sich das Haus zu einem Gasthof, der auch Übernachtungsmöglichkeiten bot. Bereits zur Zeit des Bauernhofs hatte sich der Name „Stille Liebe“ eingebürgert. Im Winter führte eine kurvenreiche Rodelbahn bis ins Kurviertel, die bis in die 1960er Jahre genutzt wurde, eine besondere Attraktion.
Während des Zweiten Weltkrieges diente die Baude als Erholungsheim für das Aufsichtspersonal des KZ Auschwitz. Nach dem Übergang an Polen 1945 wurde 1946 die deutsche Bevölkerung vertrieben. Mit der Änderung der Gesellschaftsordnung änderte sich auch die Art des Tourismus. Staatliche Organisationen übernahmen die Baude, zunächst der staatliche Hotelbetrieb Orbis und dann die Polnische Touristik- und Landeskundegesellschaft PTTK, wobei die Baude ihren Namen „Pod Muflonem“ erhielt.
Im Oktober 1959 zerstörte ein Feuer die Baude. Ihr Wiederaufbau wurde bald begonnen, und 1964 konnte die neue Baude, der alten ähnlich, aber deutlich größer, ihren Betrieb wieder aufnehmen.